# Грушів (Дрогобицький район)
Грушів  — село в Меденицькій селищній громаді Дрогобицького району Львівської області на річці Бистриці. Біля села розташовані болотиста місцевість та гора Красна. Місце марійних прощ.

## Історія
У ХІХ ст. село було поділено на частини - Старе село, Каліча гора і Красна.
У 1858 році було створено фонд підтримки бідних за рахунок зборів та штрафів.
1869 року населення складало 2536 мешканців.
У 1881 році в селі жило 2367 людей, однокласна школа
В 1909 р. в селі заснували Читальню Просвіти. Також селяни за допомогою директора школи Гандяка заснували касу "Райфайзена", де він став директором. В Грушові робили олію з конопляного та лляного насіння, була фабрика цементних виробів, кілька с/господарчих кооперативів.
У 1915 році село було ареною боїв між австрійською та російською арміями, велика частина села була спалена.

### Культові споруди
У західній частині Грушева є гарна дерев'яна церква Собору Пр. Богородиці. На місці існуючої дерев'яної церкви 1671 року була збудована дерев'яна церква, що оновлювалася 1807 року. 1923 року майстром Василем Турчиняком із Делятина на її місці зведено існуючий храм, який за радянської влади був зачинений.
На пологому схилі північної частини села розташована друга, проте давніша церква — Пресвятої Трійці, освячення якої датується 1878 роком. Ця церква побудована на місці каплички, яка, в свою чергу, заснована біля цілющого джерела. 18 березня 1959 року церкву закрили, але у 1987 році саме ця церква стала центром паломництва десятків тисяч людей і 7 липня 1988 року тут знову відбулась Літургія.
Біля села встановлена статуя Богородиці.

### Грушівські об'явлення
Ще в к.ХVIII століття Грушів став відомим завдяки цілющій воді в криниці, потім там з'явилась чудотворна ікона.
26 квітня 1987 року, в першу річницю Чорнобильської катастрофи, село Грушів і церква Пресвятої Трійці стали місцем надприродної події -  явлення Діви Марії, свідками якого протягом кількох місяців стали десятки тисяч людей. Об'явлення в Грушові доволі широко освітлювались в радянській пресі в негативному ключі з метою припинення паломництва. Але в результаті кількість людей, які хотіли побачити Богородицю, тільки зростала. Всі заходи, якими совєцька влада намагалася припинити рух до святині, були безсилі. Під час об'явлення багато людей оздоровилися, навернулися до віри, а загалом цю подію сприйняли як добрий знак скорого припинення переслідувань підпільної греко-католицької церкви і кінця радянської влади.  
Після об'явлень село стало місцем паломництв. В липні 1988 року околиці Грушова стали місцем проведення святкування 1000-річчя Хрещення Русі-України, який організував Комітет захисту Української Греко-Католицької Церкви.

10 травня 2011 року на статуї Діви Марії з'явилися сльози, що знову привернуло увагу вірян до Грушова.

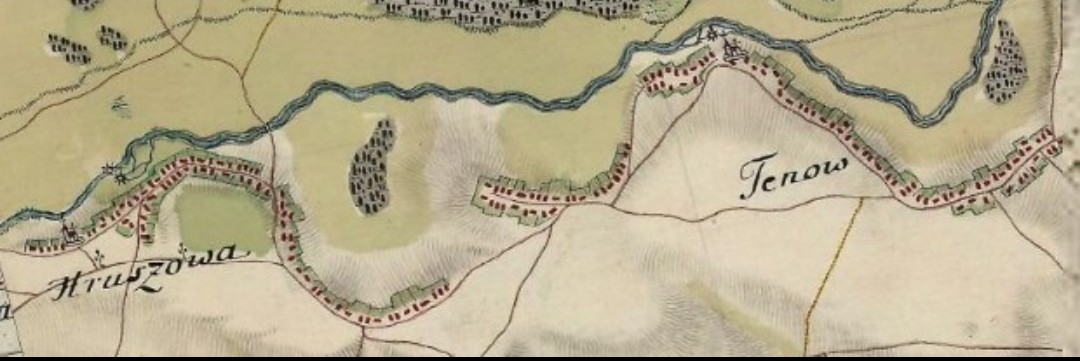
Село Грушів Дрогобицький район Львівська область 1779 рік

## Економіка, освіта
По вулиці Чаповського розташовані підприємство «Галм'ясо» та середня школа. По вулиці Миру ( Свободи )  розташована середня школа .

### Політика
Докладніше: Грушівська сільська рада (Дрогобицький район)
Голова сільської ради — Дудич Іван Семенович, 1974 року народження. Інтереси громади представляють 18 депутатів сільської ради.
Сільській раді підпорядковані населені пункти:
- с. Грушів
- с. Зади
- с. Тинів

## Відомі люди

### Уродженці

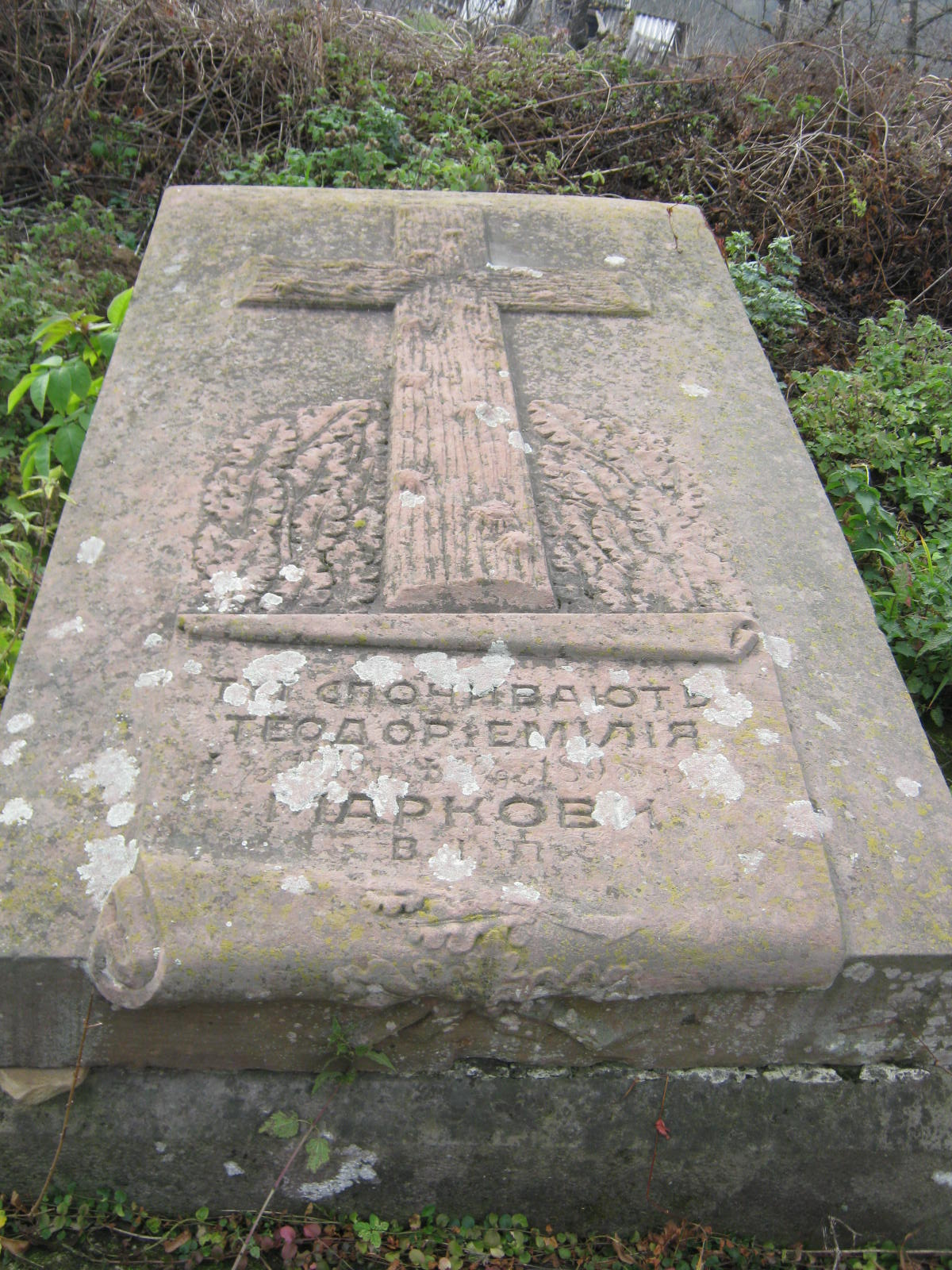
Могила Тедора Маркова та дружини в Бучачі

- Думін Осип Олексійович — вояк УСС і УНР, військовий діяч УВО, письменник.
- Кіхтяк Ігор Ярославович (1971—2022) — солдат Збройних Сил України, учасник російсько-української війни, що загинув у ході російського вторгнення в Україну в 2022 році.
- Марков Осип Андрійович — журналіст та публицист, москвофіл
- Марков Дмитро (Дімітрій) Андрійович — галицький громадський діяч та публіцист першої чверті XX сторіччя, москвофіл.
- Луців Лука Юрійович (30.10.1895 — † 01.12.1984) — доктор філософії, член Наукового Товариства ім. Т. Шевченка; вояк УСС, УГА, український журналіст, літературознавець, літературний критик.
- Іоасаф (Митрополит Івано-Франківський і Галицький) — настоятель Манявського скита (відомого духовного центру України, українського Афону, де двічі з'являлася Пресвята Богородиця і двічі (2008, 2012) мироточила місцева Манявська ікона Богородиці)
- Тисовська Стефанія — командант організації «Жіноча Січ» у складі Карпатської Січі.
- Теодор Марків — суддя, радник Краєвого суду, начальник повітового суду в Бучачі, діяч УДП[10]

### Проживали, перебували
- Іванишів Данило — селянин, громадський діяч, посол до Галицького сейму 3-го скликання в окрузі Лука — Меденичі[11]
- Грущак Андрій Федорович — поет, письменник, журналіст, педагог, член Національних Спілок письменників і журналістів України